# Bánh hành tây
Bánh hành tây là một loại bánh mặn hoặc ngọt được chế biến bằng hành tây như một thành phần chính. Các loại bánh hành tây khác nhau được tiêu thụ tại Trung Quốc, Đức, Hàn Quốc, Thụy Sĩ, xứ Wales và các quốc gia khác. Một số biến thể của bánh hành tây bao gồm laobing, pajeon, bánh kếp hành lá, teisen nionod và zwiebelkuchen.

## Tổng quan
Bánh hành tây được làm bằng cách sử dụng hành tây như một thành phần chính cùng với các thành phần khác. Việc sử dụng hành tây luộc có thể làm giảm độ sắc nét của hành tây trong bánh hành tây. Khoai tây hoặc thịt xông khói cũng có thể được sử dụng như một thành phần chính trong bánh hành tây. Các thành phần bổ sung có thể bao gồm phô mai và kem chua. Bánh sô-cô-la có thể được làm bằng hành tây. Một số loại bánh hành tây khác nhau được tiêu thụ tại Trung Quốc, Đức, Hàn Quốc, Thụy Sĩ, xứ Wales và các quốc gia khác.
Trong ẩm thực Trung Quốc, bánh hành tây có thể được làm từ hành lá. Một chiếc bánh hành tây cơ bản của Trung Quốc có thể bao gồm bột, mỡ lợn, hành lá và muối.

## Biến thể

### Laobing

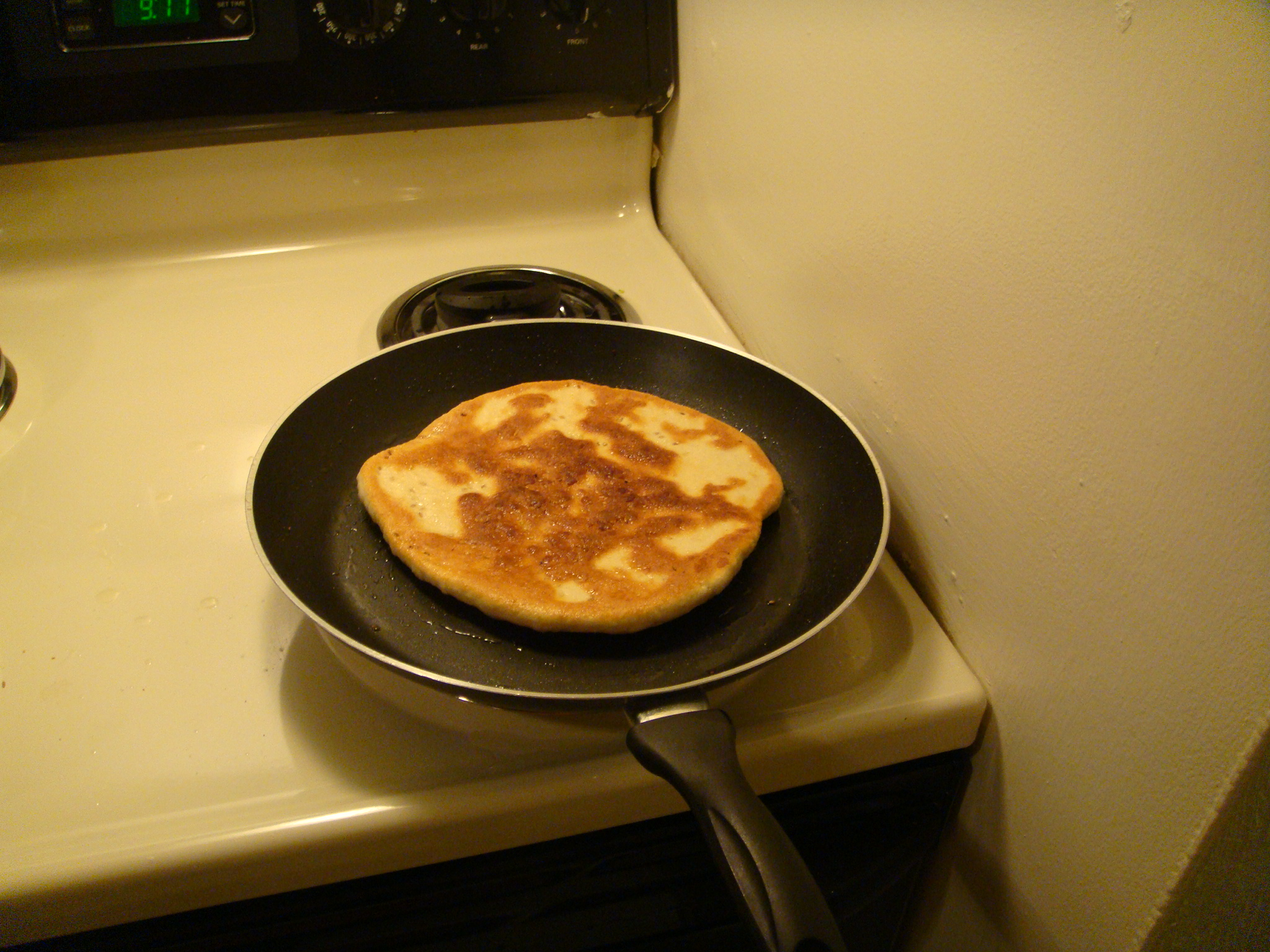
Laobing, một chiếc bánh kếp truyền thống của Trung Quốc, được làm từ bột mì, muối, trứng, hành lá và các gia vị khác

Laobing là bánh kếp hoặc bánh quy bột khô không men trong các món ăn Trung Quốc được chế biến từ bột mì, nước và muối. Hành lá có thể được sử dụng như một thành phần chính bổ sung, và hành lá đôi khi được sử dụng như một món ăn phụ với laobing. Laobing có kích thước tương đương với một chiếc bánh pizza lớn, dày khoảng một centimét, và nhão và dai trong kết cấu. Laobing ngày càng trở nên phổ biến ở các nơi khác trên thế giới, đặc biệt là châu Úc, do sự gia tăng nhập cư từ Trung Quốc.

### Pajeon
Pajeon là món bánh kếp (jeon) mặn trong ẩm thực Hàn Quốc được chế biến với bột mì, trứng và hành lá hoặc tỏi tây. Bột gạo cũng có thể được sử dụng, cùng với các thành phần bổ sung, chẳng hạn như hải sản, thịt lợn và thịt bò. Dongnae pajeon được làm từ hành lá và hải sản. Nhiều loại hải sản khác nhau được sử dụng trộn với bột và lớp trên bề mặt, ví dụ: hàu, tôm, mực, nghêu. Nó thường được ăn với một loại nước chấm nhúng làm bằng nước tương.

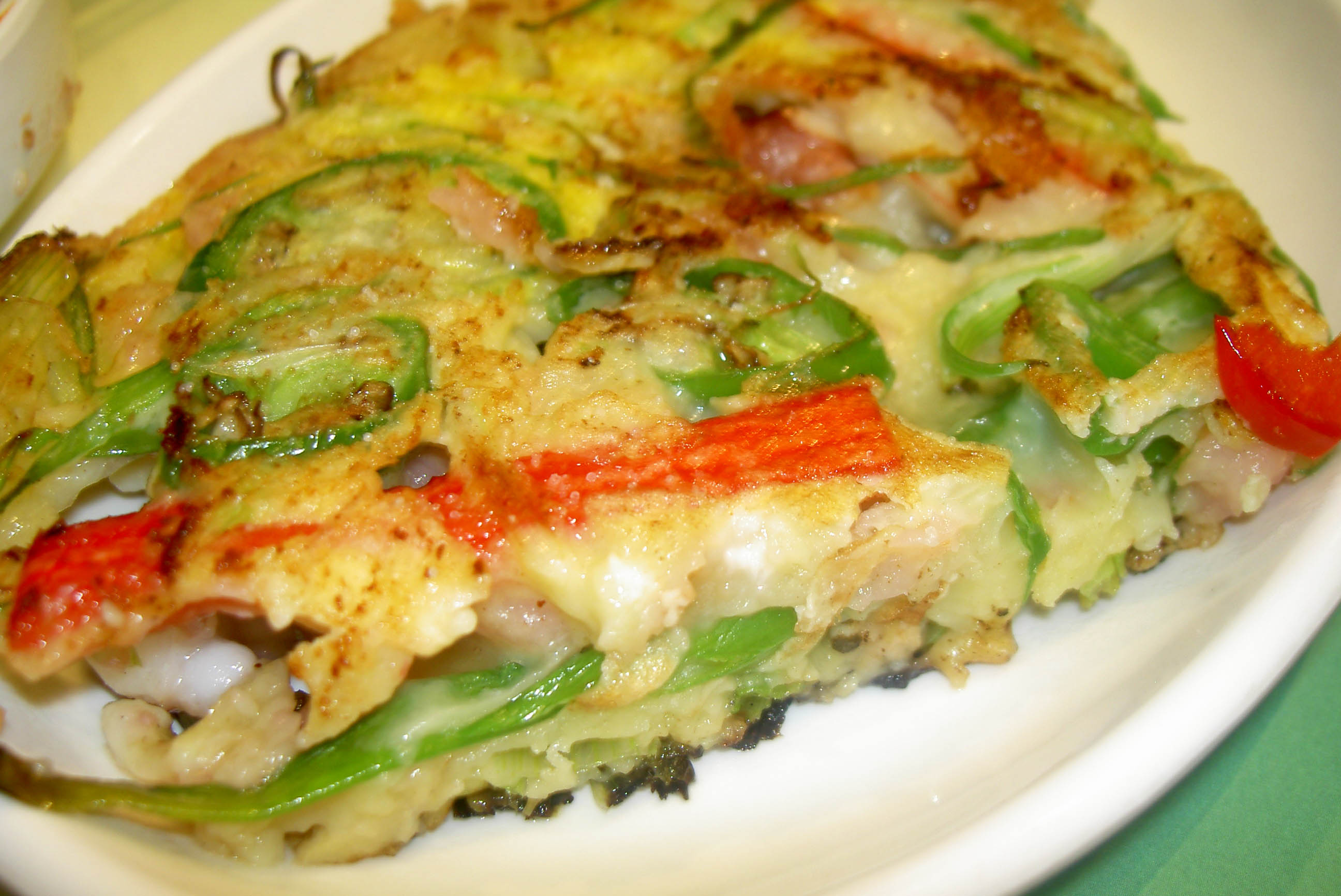
Haemul pajeon' là một loại bánh pajeon trong ẩm thực Hàn Quốc được làm từ bột mì, hành lá và hải sản

### Bánh kếp hành lá

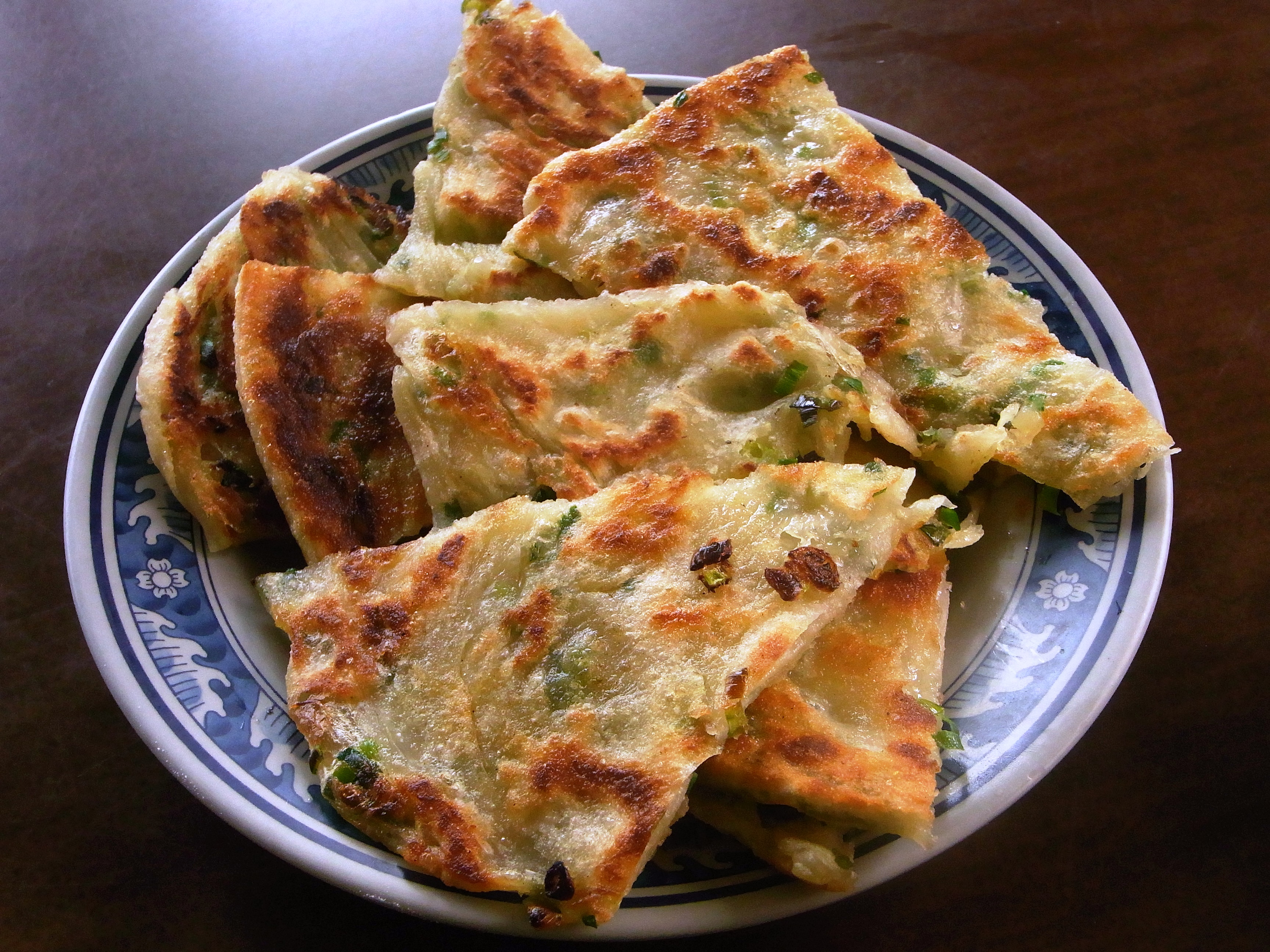
Bánh kếp hành lá

Bánh kếp hành lá là một bánh hoặc bánh quy bột khô không men của Trung Quốc được chế biến bằng cách sử dụng hành lá như một thành phần chính. Nó thường được làm bằng cách sử dụng bột mì, mặc dù một số được làm từ bột nhồi. Bánh kếp hành lá là một món ăn truyền thống ở Thượng Hải, Trung Quốc, và là một món ăn phổ biến trong cả nước. Ở Trung Quốc, hành lá tươi thường được sử dụng trong việc chuẩn bị món ăn. Hành lá có thể được chiên trước khi nó được thêm vào bột. Bánh kếp hành lá được ăn như một món ăn đường phố và như một món ăn trong các nhà hàng. Chúng cũng được bán thương mại, tươi hoặc đông lạnh trong các gói nhựa (thường là ở các siêu thị châu Á).

### Teisen nionod
Teisen nionod là một loại bánh hành tây xứ Wales được chế biến với hành tây, khoai tây, bơ, thịt bò, muối và hạt tiêu.

### Zwiebelkuchen
Zwiebelkuchen là một loại bánh hành tây hoặc bánh ngọt của Đức được chế biến với hành tây hấp, thịt xông khói, kem và hạt caraway cùng với bột men.

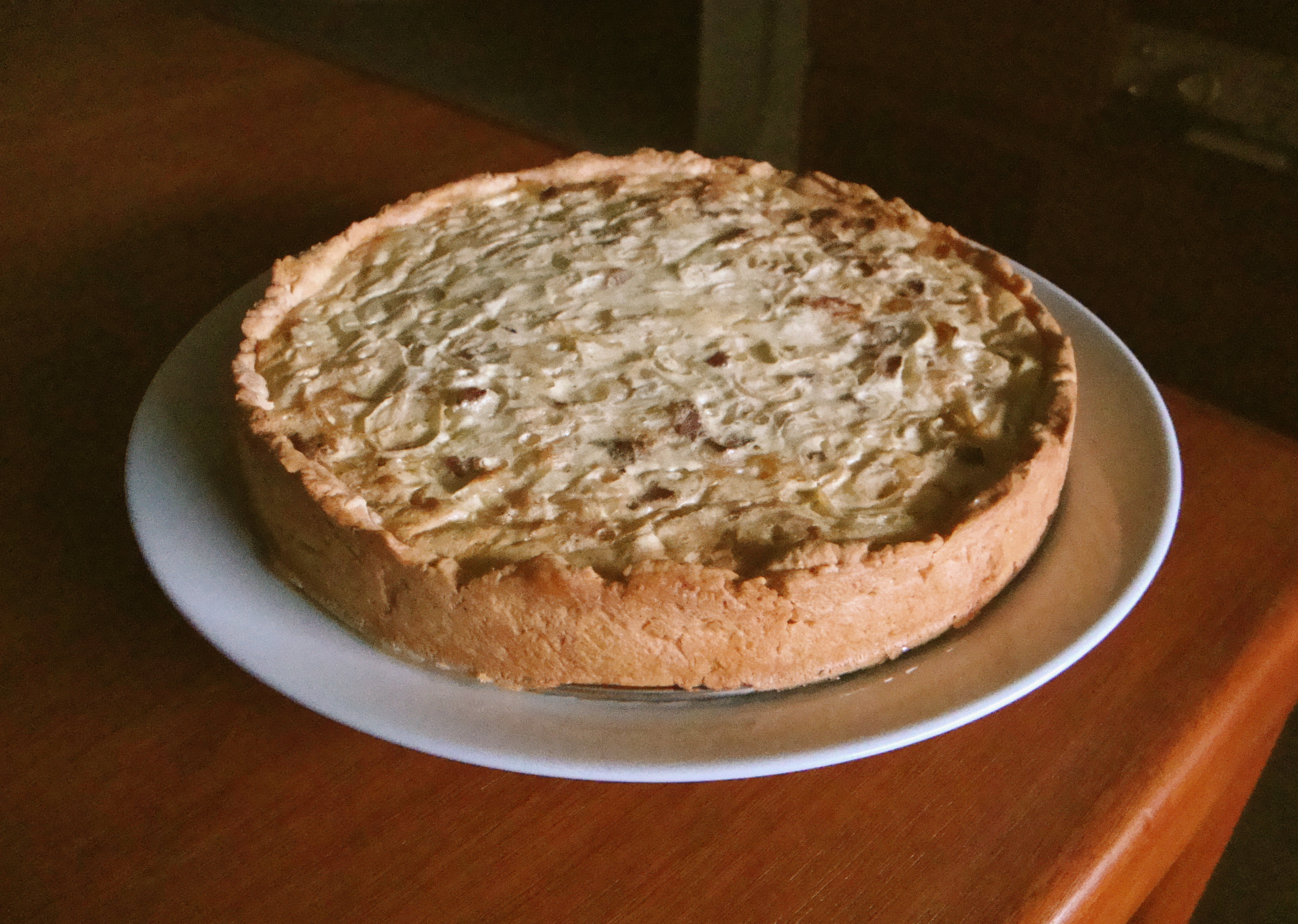
Zwiebelkuchen